# Slangerup
Slangerup is een plaats en voormalige gemeente in Denemarken.

## Voormalige gemeente
De oppervlakte bedroeg 45,57 km². De gemeente telde 9237 inwoners waarvan 4619 mannen en 4618 vrouwen (cijfers 2005).
Bij de gemeentelijke herindeling van 2007 werden de gemeentes Frederikssund, Jægerspris, Skibby en Slangerupsamengevoegd tot de nieuwe gemeente Frederikssund.

## Plaats
De plaats Slangerup telt 6779 inwoners (2007).

## Geboren
- Erik I van Denemarken (ca. 1070-1103), koning van Denemarken
- Adolf Severin Jensen (1866-1953), zoöloog, ichtyoloog en malacoloog
- Jesper Hansen (1985), voetballer

## Voetnoten
1. ↑  Statbank.dk, tabel BEF44: inwoneraantal op 1 januari 2007 (volgens definitie stedelijk gebied)

- Library of Congress Control Number: n80028086
- MusicBrainz: fac48037-4806-445c-8295-f8255380e65f
- Nationale Bibliotheek van Israël: 987007561923905171
- Virtual International Authority File: 131344117
- WorldCat: E39PBJkD3jQcPkcyHPp9cCwcT3